# Chelsea FC
Chelsea Football Club este un club de fotbal din Londra, Anglia, care evoluează în Premier League. Este singura echipă care a câștigat toate competițiile organizate vreodată de UEFA.
Fondat în 1905, clubul și-a petrecut cea mai mare parte din istoria sa în prima divizie a fotbalului englez. Chelsea a câștigat campionatul Angliei de șase ori, FA Cup de opt ori și League Cup de cinci ori. De asemenea au avut succes european, câștigând finala Ligii Campionilor UEFA de două ori, Cupa Cupelor UEFA de două ori și UEFA Europa League de două ori.
Chelsea joacă meciurile de acasă încă de la înființarea clubului pe stadionul Stamford Bridge, care are o capacitate de 42.055 de locuri. 
Clubul a avut primul mare succes în 1955, când a câștigat campionatul național. Între 2003 și 2022, clubul a fost deținut de miliardarul rus Roman Abramovici.
Culorile obișnuite pe care le poartă Chelsea la echipament sunt: la tricouri și pantaloni scurți albastru regal, iar la jambiere alb, combinația este folosită din 1960. Logo-ul clubului a fost modificat de câteva ori în încercarea de modernizare sau de a schimba identitatea mărcii; logo-ul actual are un leu care ține un sceptru și este o versiune modificată a primei steme din 1950. Chelsea are a șasea cea mai mare prezență a suporterilor la meciurile de acasă în istoria fotbalului englez.
În sezonul 2015-2016, Chelsea a adunat pe Stamford Bridge o medie de 41500 de spectatori pe meci, a șaptea cea mai ridicată din Premier League. 

## Istoria clubului
Clubul Chelsea a fost fondat pe 10 martie 1905, la barul The Rising Sun (astăzi numit The Butcher's Hook), vizavi de strada Fulham Road. Au fost aleși să participe în Football League la scurt timp după. Clubul nu a avut parte de prea mult succes în primii săi ani; cel mai mult s-au apropiat de un trofeu în finala Cupei FA din 1915, pierzând însă în fața lui Sheffield United. Chelsea a devenit cunoscută în perioada interbelică fiindcă obișnuia să aducă la echipă jucători cu nume, dar nu a avut mari realizări în fotbalul englez în acea perioadă.
În 1952, fostul atacant al lui Arsenal F.C. și al Angliei, Ted Drake, a fost numit antrenor al lui Chelsea. Acesta obișnuia să dea mâna cu fiecare jucător al său, urându-le „mult succes” înainte de fiecare meci. Drake a reușit să modernizeze clubul, atât „în iarbă” cât și în afara ei. Una din primele lui măsuri a fost să scoată fotografia unui pensionar din Chelsea de pe programul fiecărui meci, clubul astfel pierzându-și vechiul supranume de Pensionarii. De atunci înainte, au fost cunoscuți ca The Blues (Albaștrii). Antrenorul a îmbunătățit programul de antrenament, introducând jocuri cu mingea, care nu se practicau prea mult în Anglia de atunci; sistemul de la echipa de tineret și cu angajații care căutau tinere talente a fost amplificat, și el a schimbat politica clubului de a aduce jucători faimoși, dar de care nu era sigur că vor da randament. A preferat să aducă jucători cinstiți și muncitori din diviziile inferioare. De asemenea, a cerut suporterilor să fie partizani și să susțină mai mult echipa. Primii ani ai lui Drake nu au adus performanțe, Chelsea terminând pe locul 19, la un punct de retrogradare, în primul lui sezon, și pe locul 8 în al doilea.
În 1954-55, când a avut loc și aniversarea clubului, toate lucrurile au mers bine. Echipa a reușit să aibă constanță în rezultate, și Chelsea a câștigat prima ligă engleză cu o echipă care nu avea practic nicio vedetă. Echipa i-a inclus pe portarul Charlie 'Chic' Thomson, pe jucătorii amatori Derek Saunders și Jim Lewis, pe mijlocașul central Johnny 'Jock' McNichol, extrema Eric "Rabbit" Parsons, Frank Blunstone, fundașul Peter Sillett și pe cel care avea să ajungă antrenor al Naționalei Angliei, Ron Greenwood, ca fundaș central. Din vechea gardă erau fundașul dreapta Ken Armstrong, fundașul stânga Stan Willemse și veteranul John Harris. Poate singura vedetă a echipei era căpitanul, golgheterul (21 de goluri în acel campionat) și internaționalul englez Roy Bentley.
În anii 1960 s-a format o echipă de jucători tineri și talentați la Chelsea, sub conducerea antrenorului Tommy Docherty. Echipa a luptat pentru trofee de-a lungul deceniului, având parte și de unele eșecuri la limită. Se îndreptau spre o triplă Campionat-Cupa FA-Cupa Ligii Angliei, spre sfârșitul sezonului 1964-1965, reușind de altfel să câștige Cupa Ligii, dar pierzând celelalte două trofee. În trei sezoane, echipa a pierdut în semi-finalele cupelor, ajungând chiar în finala Cupei FA. În 1970, Chelsea a reușit să câștige Cupa FA, învingând pe Leeds United cu 2-1, la repetarea finalei. Chelsea a câștigat primul său trofeu european, Cupa Cupelor UEFA, un an mai târziu, după o nouă finală care a trebuit repetată, de data aceasta învingând pe Real Madrid la Atena.

### În prezent
În ultimii ani, de când Chelsea a fost preluată de miliardarul rus Roman Abramovici, multe trofee au intrat în palmaresul echipei londoneze. Acest lucru vine ca urmare a investițiilor făcute de către Abramovici în infrastructura stadionului și în conducerea clubului, în jucători, etc, transformând „albaștrii” într-una din echipele de top din Europa. În 2022, după invazia militară a Rusiei în Ucraina, guvernul Marii Britanii a anunțat sancțiuni la adresa lui Abramovici care în cele din urmă a vândut clubul unui grup de investitori condus de omul de afaceri american Todd Boehly. La 25 mai 2022, guvernul a aprobat preluarea clubului de către grupul lui Boehly, în schimbul sumei de 4,25 miliarde de lire sterline, tranzacția fiind perfectată pe 30 mai 2022, încheind astfel perioada de 19 ani în care Abramovici a condus clubul.
În 2025, a devenit prima echipă care a câștigat toate competițiile organizate de UEFA după ce s-a impus în UEFA Conference League.

## Stadion
Chelsea a jucat meciurile sale de acasă pe un singur stadion, de la fondarea clubului până în prezent. Stadionul a fost inaugurat pe 28 aprilie 1877. În primii 28 de ani de existență, a fost folosit aproape în exclusivitate de London Athletics Club, ca o arenă destinată întâlnirilor legate de atletism, nu de fotbal. În 1904, terenul a fost cumpărat de omul de afaceri Gus Mears și de fratele său Joseph, care înainte cumpăraseră teren în jurul arenei, cu scopul de a organiza meciuri de fotbal pe situl care ajunsese să aibă 51.000 de m².
Stamford Bridge a fost opera arhitectului Archibald Leitch, specializat în terenuri de fotbal. Stadionul a fost oferit echipei Fulham FC, care însă a refuzat. Prin urmare, proprietarii au decis să își creeze propriul club de fotbal, care urma să joace pe noul stadion. Majoritatea cluburilor de fotbal au fost fondate întâi, ulterior căutându-și un stadion, dar clubul Chelsea a fost fondat special pentru Stamford Bridge. Deoarece exista deja un club de fotbal cu numele Fulham în acel cartier, fondatorii au decis să adopte numele cartierului vecin Chelsea, refuzând nume precum Kensington FC, Stamford Bridge FC sau London FC.

## Culori

### Acasă
Din 1971 și până în prezent Chelsea FC a avut mereu acasă culoarea albastru.

### Deplasare
În deplasare, între 1967 și 1971 a folosit un tricou galben. În sezonul 1972 un tricou alb cu roșu. În sezonul 1973 a folosit un tricou roșu. În 1974-75 a folosit un tricou alb, roșu și verde. În 76,un tricou roșu. Din 1977 până în 1985,Chelsea a folosit un tricou galben. În sezonul 1985-86,un tricou alb. Între 1986 și 1990 a folosit un tricou verde. Din 1990 până în 1992 a folosit un tricou în careuri alb cu roșu. În 92-93,un tricou alb. În 93-94,un tricou galben. În sezonul următor un tricou gri. Din 1995 până în 1998,un tricou galben cu albastru. Din 98 până în 2000,un tricou alb. Din 2000 până în 2002 a avut un tricou galben. Între 2002 și 2004 un tricou albastru. Între 2004-2005,un tricou alb. În 2005-07,un tricou alb. În sezonul 2007-08,un tricou verde deschis, iar între sezoanele 2008-10 un tricou negru cu alb. În sezonul 2010-11, Chelsea a folosit în deplasare un tricou negru cu portocaliu.

### Alternativ
Chelsea FC a avut tricou alternativ din 1991. Între 1991 și 1999 a folosit un tricou galben. Din 2000 până în 2007, un tricou negru. În sezonul 2007-2008 un tricou alb cu albastru. În sezonul 2008-2009,un tricou galben. Din sezonul 2009-2010 până în prezent, Chelsea folosește ca tricou alternativ un tricou alb.

## Palmares și statistici

### Titluri și trofee
| Competiții naționale | Competiții europene |
| - Premier League (6) : - Campioană : 1955, 2005, 2006, 2010, 2015, 2017. - Cupa Angliei (8) : - Câștigătoare : 1970, 1997, 2000, 2007, 2009, 2010, 2012, 2018. - Cupa Ligii (5) : - Câștigătoare : 1965, 1998, 2005, 2007, 2015. - Supercupa Angliei (4) : - Câștigătoare : 1955, 2000, 2005, 2009. - EFL Championship (2) : - Campioană : 1984 , 1989. - Full Members Cup (2) : - Câștigătoare : 1986, 1990. | - Liga Campionilor : - Câștigătoare (2) - 2012, 2021 - Finalistă (1) - 2008 - Europa League : - Câștigătoare (2) - 2013, 2019 - Conference League : - Câștigătoare (1) - 2025 - Supercupa Europei : - Câștigătoare (2) - 1998, 2021 - Finalistă (3) - 2012, 2013, 2019 - Cupa Cupelor : - Câștigătoare (2) - 1971, 1998 - Campionatul Mondial al Cluburilor : - Câștigătoare (2) - 2021, 2025 - Finalistă (1) - 2012 - Cupa Orașelor Târguri : - Semifinala (1) - 1966 |

### Coeficientul UEFA
Coeficientul UEFA este utilizat la tragerea la sorți a competițiilor continentale organizate de Uniunea Asociațiilor Europene de Fotbal. Pe baza performanței cluburilor la nivel european timp de cinci sezoane, acest coeficient este calculat folosind un sistem de puncte și este stabilit un clasament. La sfârșitul sezonului 2018-2019, Chelsea se afla pe locul al doisprezecelea.
| Rang | Club              | Coeficient |
| ---- | ----------------- | ---------- |
| 14   | Borussia Dortmund | 72.000     |
| 15   | Șahtior Donețk    | 69.000     |
| 16   | Chelsea FC        | 69.000     |
| 17   | AS Roma           | 69.000     |
| 18   | FC Porto          | 68.000     |

## Finale
Performanțe obținute de Chelsea în cupele naționale ale Angliei.
| 1970 | Chelsea | 2 - 1 | Leeds United      |
| 1997 | Chelsea | 2 - 0 | Middlesbrough     |
| 2000 | Chelsea | 1 - 0 | Aston Villa       |
| 2007 | Chelsea | 1 - 0 | Manchester United |
| 2009 | Chelsea | 2 - 1 | Everton           |
| 2010 | Chelsea | 1 - 0 | Portsmouth        |
| 2012 | Chelsea | 2 - 1 | Liverpool         |
| 2018 | Chelsea | 1 - 0 | Manchester United |

| 1965 | Chelsea | 3 - 2 | Leicester     |
| 1998 | Chelsea | 2 - 0 | Middlesbrough |
| 2005 | Chelsea | 3 - 2 | Liverpool     |
| 2007 | Chelsea | 2 - 1 | Arsenal       |
| 2015 | Chelsea | 2 - 0 | Tottenham     |

| 1955 | Chelsea | 3 - 0 | Newcastle         |
| 2000 | Chelsea | 2 - 0 | Manchester United |
| 2005 | Chelsea | 2 - 1 | Arsenal           |
| 2009 | Chelsea | 2 - 2 | Manchester United |

| 1915 | Chelsea | 0 - 3 | Sheffield United  |
| 1967 | Chelsea | 1 - 2 | Tottenham         |
| 1994 | Chelsea | 0 - 4 | Manchester United |
| 2002 | Chelsea | 0 - 2 | Arsenal           |
| 2017 | Chelsea | 1 - 2 | Arsenal           |
| 2021 | Chelsea | 0 - 1 | Leicester         |
| 2022 | Chelsea | 0 - 0 | Liverpool         |

| 1972 | Chelsea | 1 - 2 | Stoke City      |
| 2008 | Chelsea | 1 - 2 | Tottenham       |
| 2019 | Chelsea | 3 - 4 | Manchester City |
| 2022 | Chelsea | 0 - 0 | Liverpool       |
| 2024 | Chelsea | 0 - 1 | Liverpool       |

| 1970 | Chelsea | 1 - 2 | Everton           |
| 1997 | Chelsea | 1 - 1 | Manchester United |
| 2006 | Chelsea | 1 - 2 | Liverpool         |
| 2007 | Chelsea | 1 - 1 | Manchester United |
| 2010 | Chelsea | 1 - 3 | Manchester United |
| 2012 | Chelsea | 2 - 3 | Manchester City   |
| 2015 | Chelsea | 0 - 1 | Arsenal           |
| 2017 | Chelsea | 1 - 1 | Arsenal           |
| 2018 | Chelsea | 0 - 2 | Manchester City   |

Performanțe obținute de Chelsea în cupele continentale - UEFA.
| 2012 | Chelsea | 1 - 1 | Bayern München  |
| 2021 | Chelsea | 1 - 0 | Manchester City |

| 2013 | Chelsea | 2 - 1 | Benfica |
| 2019 | Chelsea | 4 - 1 | Arsenal |

| 2025 | Chelsea | 4 - 1 | Betis Sevilla |

| 1998 | Chelsea | 1 - 0 | Real Madrid |
| 2021 | Chelsea | 1 - 1 | Villarreal  |

| 1971 | Chelsea | 3 - 2 | Real Madrid |
| 1998 | Chelsea | 1 - 0 | Stuttgart   |

| 2008 | Chelsea | 1 - 1 | Manchester United |

| 2012 | Chelsea | 1 - 4 | Atlético Madrid |
| 2013 | Chelsea | 2 - 2 | Bayern München  |
| 2019 | Chelsea | 2 - 2 | Liverpool       |

## Lotul actual
La 7 august 2025. 
| Nr. |            | Poziție | Jucător                       |
| --- | ---------- | ------- | ----------------------------- |
| 1   | Spania     | P       | Robert Sánchez                |
| 3   | Spania     | F       | Marc Cucurella                |
| 4   | Anglia     | F       | Tosin Adarabioyo              |
| 5   | Franța     | F       | Benoît Badiashile             |
| 6   | Anglia     | F       | Levi Colwill                  |
| 7   | Portugalia | A       | Pedro Neto                    |
| 8   | Argentina  | M       | Enzo Fernández (vice-căpitan) |
| 9   | Anglia     | A       | Liam Delap                    |
| 10  | Anglia     | M       | Cole Palmer                   |
| 11  | Anglia     | A       | Jamie Gittens                 |
| 12  | Danemarca  | P       | Filip Jörgensen               |
| 14  | Portugalia | M       | Dário Essugo                  |
| 15  | Senegal    | A       | Nicolas Jackson               |
| 17  | Brazilia   | M       | Andrey Santos                 |
| 18  | Franța     | A       | Christopher Nkunku            |

| Nr. |                            | Poziție | Jucător               |
| --- | -------------------------- | ------- | --------------------- |
| 20  | Brazilia                   | A       | João Pedro            |
| 21  | Țările de Jos              | F       | Jorrel Hato           |
| 23  | Anglia                     | F       | Trevoh Chalobah       |
| 24  | Anglia                     | F       | Reece James (căpitan) |
| 25  | Ecuador                    | M       | Moisés Caicedo        |
| 27  | Franța                     | F       | Malo Gusto            |
| 29  | Franța                     | F       | Wesley Fofana         |
| 30  | Argentina                  | F       | Aarón Anselmino       |
| 32  | Anglia                     | A       | Tyrique George        |
| 34  | Anglia                     | F       | Josh Acheampong       |
| 37  | Anglia                     | M       | Omari Kellyman        |
| 41  | Brazilia                   | A       | Estêvão               |
| 44  | Statele Unite ale Americii | P       | Gabriel Slonina       |
| 45  | Belgia                     | M       | Roméo Lavia           |
|     | Ucraina                    | A       | Mykhailo Mudryk       |

### Jucători împrumutați
La 6 august 2025.
| Nr. |                            | Poziție | Jucător                                                      |
| --- | -------------------------- | ------- | ------------------------------------------------------------ |
|     | Belgia                     | P       | Mike Penders (la Strasbourg până pe 30 iunie 2026)           |
|     | Anglia                     | P       | Teddy Sharman-Lowe (la Bolton Wanderers până pe 31 mai 2026) |
|     | Franța                     | F       | Mamadou Sarr (la Strasbourg până pe 30 iunie 2026)           |
|     | Statele Unite ale Americii | F       | Caleb Wiley (la Watford până pe 31 mai 2026)                 |

| Nr. |          | Poziție | Jucător                                                   |
| --- | -------- | ------- | --------------------------------------------------------- |
|     | Anglia   | M       | Leo Castledine (at Huddersfield Town până pe 31 mai 2026) |
|     | Ecuador  | M       | Kendry Páez (la Strasbourg până pe 30 iunie 2026)         |
|     | Spania   | A       | Marc Guiu (la Sunderland până pe 30 iunie 2026)           |
|     | Brazilia | A       | Deivid Washington (la Santos până pe 31 decembrie 2025)   |

### Alți jucători aflați sub contract
La 6 august 2025.
| Nr. |            | Poziție | Jucător         |
| --- | ---------- | ------- | --------------- |
|     | Anglia     | F       | Ben Chilwell    |
|     | Franța     | F       | Axel Disasi     |
|     | Anglia     | F       | Alfie Gilchrist |
|     | Portugalia | F       | Renato Veiga    |

| Nr. |                  | Poziție | Jucător            |
| --- | ---------------- | ------- | ------------------ |
|     | Anglia           | M       | Carney Chukwuemeka |
|     | Coasta de Fildeș | A       | David Datro Fofana |
|     | Anglia           | A       | Raheem Sterling    |

## Antrenori
- John Tait Robertson 1905 - 1907
- David Calderhead 1907 - 1933
- Leslie Knighton 1933 - 1939
- Billy Birrell 1939 - 1952
- Ted Drake 1952 - 1961
- Tommy Docherty 1962 - 1967
- Dave Sexton 1967 - 1974
- Ron Stuart 1974 - 1975
- Eddie McCreadie 1975 - 1977
- Ken Shellito 1977 - 1978
- Danny Blanchflower 1978 - 1979
- Geoff Hurst 1979 - 1981
- John Neal 1981 - 1985
- John Hollins 1985 - 1988
- Bobby Campbell 1988 - 1991
- Ian Porterfield 1991 - 1993
- David Webb 1993
- Glenn Hoddle 1993 - 1996
- Ruud Gullit 1996 - 1998
- Gianluca Vialli 1998 - 2000
- Claudio Ranieri 2000 - 2004
- José Mourinho 2004 - 2007
- Avram Grant 2007 - 2008
- Luiz Felipe Scolari 2008
- Guus Hiddink 2009
- André Villas-Boas - 2011-2012
- Roberto Di Matteo - 2012
- Rafael Benitez 2012 - 2013
- José Mourinho 2013 - 2015
- Guus Hiddink 2016
- Antonio Conte 2016 - 2018
- Maurizio Sarri 2018 - 2019
- Frank Lampard 2019 - 2021
- Thomas Tuchel 2021 - 2022[17]
- Graham Potter 2022 - 2023
- Mauricio Pochettino 2023 - 2024

## Jucătorul anului

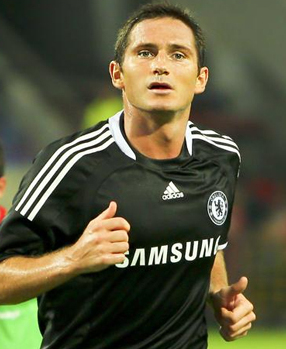
Frank Lampard a fost desemnat jucătorul anului de trei ori la rând, ceea ce este un record. De asemenea, Lampard este cel mai bun marcator din istoria clubului, cu 203 goluri marcate în toate competițiile.

| An   | Câștigător    |
| ---- | ------------- |
| 1967 | Peter Bonetti |
| 1968 | Charlie Cooke |
| 1969 | David Webb    |
| 1970 | John Hollins  |
| 1971 | John Hollins  |
| 1972 | David Webb    |
| 1973 | Peter Osgood  |
| 1974 | Gary Locke    |
| 1975 | Charlie Cooke |
| 1976 | Ray Wilkins   |
| 1977 | Ray Wilkins   |
| 1978 | Micky Droy    |
| 1979 | Tommy Langley |
| 1980 | Clive Walker  |
| 1981 | Petar Borota  |
| 1982 | Mike Fillery  |
| 1983 | Joey Jones    |
| 1984 | Pat Nevin     |
| 1985 | David Speedie |

| An   | Câștigător        |
| ---- | ----------------- |
| 1986 | Eddie Niedzwiecki |
| 1987 | Pat Nevin         |
| 1988 | Tony Dorigo       |
| 1989 | Graham Roberts    |
| 1990 | Ken Monkou        |
| 1991 | Andy Townsend     |
| 1992 | Paul Elliott      |
| 1993 | Frank Sinclair    |
| 1994 | Steve Clarke      |
| 1995 | Erland Johnsen    |
| 1996 | Ruud Gullit       |
| 1997 | Mark Hughes       |
| 1998 | Dennis Wise       |
| 1999 | Gianfranco Zola   |
| 2000 | Dennis Wise       |
| 2001 | John Terry        |
| 2002 | Carlo Cudicini    |
| 2003 | Gianfranco Zola   |
| 2004 | Frank Lampard     |

| An   | Câștigător     |
| ---- | -------------- |
| 2005 | Frank Lampard  |
| 2006 | John Terry     |
| 2007 | Michael Essien |
| 2008 | Joe Cole       |
| 2009 | Frank Lampard  |
| 2010 | Didier Drogba  |
| 2011 | Petr Čech      |
| 2012 | Juan Mata      |
| 2013 | Juan Mata      |
| 2014 | Eden Hazard    |
| 2015 | Eden Hazard    |
| 2016 | Willian        |
| 2017 | Eden Hazard    |
| 2018 | N'Golo Kanté   |
| 2019 | Eden Hazard    |
| 2020 | Mateo Kovačić  |
| 2021 | Mason Mount    |
| 2022 | Mason Mount    |